# América Futebol Clube (Vitória)
El América Futebol Clube fue un equipo de fútbol de Brasil que jugó en el Campeonato Capixaba, la primera división del estado de Espirito Santo, del cual fue uno de los equipos fundadores y cofundador de la Liga Sportiva Espírito Santense.

## Historia
Fue fundado el 3 de mayo de 1916 en el municipio de Vitória, capital del estado de Espirito Santo por un grupo de disidentes del Rio Branco Atlético Clube y el nombre es por homenaje al America RJ, así como su uniforme y colores. Al año siguiente fue uno de los equipos fundadores de la Liga Sportiva Espírito Santense (LFES) y también del Campeonato Capixaba, siendo el primer equipo campeón del estado de Espírito Santo venciendo en la final curiosamente al Rio Branco Atlético Clube.
Fue el club más dominante en los años 1920 en el estado de Espírito Santo, periodo en el cual fue campeón estatal en cinco ocasiones y ganó tres veces el torneo inicio estatal, venciendo en varias ocasiones al Rio Branco Atlético Clube. Al entrar en los años 1930 el club deja de ser competitivo, pasando por más de una década sin ganar nada hasta que ganan el torneo inicio por cuarta ocasión en 1943, aunque eso marcó el inicio de la crisis interna de club al punto de que fue excluido del Campeonato Capixaba en 1945 por deudas, desapareciendo un año después.
Se intentó revivir al club en 1952 con los mismos dirigentes que estuvieron cuando desapareció liderados por Carmine D'Archille, pero la federación estatal vetó el proceso.

## Rivalidades
El principal rival del club fue el Rio Branco Atlético Clube ya que sus fundadores provenían de este equipo, al cual enfrentaron en varias finales tanto del Campeonato Capixaba como del Torneo Inicio.

## Palmarés

### Estatal
- Campeonato Capixaba: 6

1917, 1922, 1923, 1925, 1927, 1928
- Torneo Inicio Capixaba: 4

1922, 19232, 1926, 1943

### Municipal
- Copa Ciudad de Vitória: 6

1917, 1922, 1923, 1925, 1927, 1928

## Jugadores

### Jugadores destacados
- Carlos Lindenberg[6]